# Granville Beynon
William John Granville Beynon (Dunvant, 24 maggio 1914 – Aberystwyth, 11 marzo 1996) è stato un fisico gallese, principale collaboratore di Edward Appleton (scopritore della regione atmosferica che riflette le onde corte nella ionosfera).

## Biografia
Beynon nacque a Dunvant (Swansea) nel 1914, il più giovane di quattro figli. Suo padre, un minatore, era a capo del locale servizio di soccorso nelle miniere. Beynon si formò alla Goweton Grammaer School, per poi iscriversi all'Università di Swansea, dove studiò fisica.
Nel 1938 iniziò a lavorare presso il  National Physical Laboratory a Slough, in stretta collaborazione con Sir Edward Appleton. Insieme hanno condotto studi fondamentali della propagazione delle onde radio per riflessione dalla ionosfera. Questa proficua collaborazione non si risolve in pochi decenni. In questo periodo, come rappresentante di Appleton, Beynon ricopre cariche di alto livello in comitati nazionali ed internazionali, prendendo attivamente parte nella preparazione e nello svolgimento dell'Anno Geofisico Internazionale 1957/8, riconosciuto come importante passo avanti nella cooperazione internazionale nell'ambito della geofisica. Divenne in seguito una delle personalità di spicco in questo campo, in particolare nell'International Union of Radio Science (URSI). La sua perseveranza salvò il progetto europeo EISCAT, con il quale sono stati raggiunti importanti progressi nella comprensione dei particolari fenomeni atmosferici alle alte latitudini.
Dal 1946 svolse studi di fisica presso l'Università di Swansea, mentre nel 1958 iniziò ad insegnare presso l'Università di Aberystwyth, dove più tardi divenne professore ordinario, rimanendovi fino al 1991. Per lungo tempo ricoprì la carica di presidente del "Consiglio Scolastico per il Galles". È stato inoltre presidente dell'International Union of Radio Science (1972 - 1975), dell'EISCAT, membro della Royal Society nel 1973, nominato Sir nel 1976.
Nel 1946 sposò Megan James, dalla quale ebbe due figli ed una figlia.